# Calilena gosoga
Calilena gosoga là một loài nhện trong họ Agelenidae.
Loài này thuộc chi Calilena. Calilena gosoga được Ralph Vary Chamberlin & Wilton Ivie miêu tả năm 1941.